# Mitja Mörec
Mitja Mörec (Murska Sobota, 21 februari 1983) is een Sloveense voetballer die als verdediger sinds 30 augustus 2011 bij ADO Den Haag onder contract stond.
Mörec werd geboren in Murska Sobota. Hij speelde van 2000 tot nu voor NK Mura, Sturm Graz, Maccabi Herzliya, CSKA Sofia, Slavia Sofia,  Panetolikos F.C. en het Deense Lyngby BK. Bij ADO tekende hij een contract voor twee jaar. Op 21 september 2011 debuteerde Mörec voor ADO Den Haag in het bekertoernooi tegen SVV Scheveningen. Per 1 januari 2012 werd zijn contract ontbonden.

## Carrière

### Totaal gespeelde wedstrijden
| seizoen | Divisie    | Club         | Competitie | Competitie | Competitie | Competitie                                 | Competitie  | KNVB Beker | KNVB Beker | KNVB Beker | KNVB Beker                                 | KNVB Beker  | Play-offs | Play-offs | Play-offs  | Play-offs                                  | Play-offs   | Europees | Europees | Europees   | Europees                                   | Europees    | Totaal | Totaal | Totaal     | Totaal                                     | Totaal      |
| seizoen | Divisie    | Club         | Wed        | Goal       | Kreeg geel | Kreeg voor de tweede keer geel en dus rood | Weggestuurd | Wed        | Goal       | Kreeg geel | Kreeg voor de tweede keer geel en dus rood | Weggestuurd | Wed       | Goal      | Kreeg geel | Kreeg voor de tweede keer geel en dus rood | Weggestuurd | Wed      | Goal     | Kreeg geel | Kreeg voor de tweede keer geel en dus rood | Weggestuurd | Wed    | Goal   | Kreeg geel | Kreeg voor de tweede keer geel en dus rood | Weggestuurd |
| ------- | ---------- | ------------ | ---------- | ---------- | ---------- | ------------------------------------------ | ----------- | ---------- | ---------- | ---------- | ------------------------------------------ | ----------- | --------- | --------- | ---------- | ------------------------------------------ | ----------- | -------- | -------- | ---------- | ------------------------------------------ | ----------- | ------ | ------ | ---------- | ------------------------------------------ | ----------- |
| 2011/12 | Eredivisie | ADO Den Haag | 0          | 0          | 0          | 0                                          | 0           | 1          | 0          | 0          | 0                                          | 0           | 0         | 0         | 0          | 0                                          | 0           | 0        | 0        | 0          | 0                                          | 0           | 1      | 0      | 0          | 0                                          | 0           |

Bijgewerkt op 21 september 2011(CEST)